# Lijst van voetbalinterlands Bulgarije - Luxemburg (vrouwen)
Deze lijst van voetbalinterlands is een overzicht van alle officiële voetbalinterlands tussen de nationale vrouwenteams van Bulgarije en Luxemburg. De landen hebben tot nu toe twee keer tegen elkaar gespeeld.

## Wedstrijden
| № | Plaats    | Datum             | Competitie        | Wedstrijd             | Uitslag |
| - | --------- | ----------------- | ----------------- | --------------------- | ------- |
| 1 | Ta' Qali  | 5 juni 2009       | Vriendschappelijk | Bulgarije − Luxemburg | 5 − 0   |
| 2 | Luxemburg | 20 september 2020 | Vriendschappelijk | Luxemburg − Bulgarije | 0 − 3   |

## Samenvatting
| Competitie        | Totaal gespeeld | Winst Bulgarije | Gelijk | Winst Luxemburg | Doelsaldo Bulgarije – Luxemburg |
| ----------------- | --------------- | --------------- | ------ | --------------- | ------------------------------- |
| Vriendschappelijk | 2               | 2               | 0      | 0               | 8 − 0                           |
| Totaal            | 2               | 2               | 0      | 0               | 8 − 0                           |